# Giacomo Angelo Lotti
Giacomo Angelo Lotti (* 1. Oktober 1784 in Bignasco; † 30. Oktober 1850 in Bellinzona) war ein Schweizer Anwalt und Notar, Mitglied des Tessiner Kantonsparlaments (Grossrat) und Staatsrat.

## Leben
Lotti wuchs als Sohn des Giacomo Francesco Lotti in einer katholischen Familie in Bignasco auf. Er war mit Giovanna Molo verheiratet. Sein Bürgerort war Bignasco. Während der Jahre 1809 bis 1830 und 1839 war er im Tessiner Grossrat. In den Jahren 1815 bis 1836 und 1839 wurde er als Tessiner Staatsrat gewählt und war gleichzeitig in den Jahren 1819–1820, 1823–1824, 1827–1828 und 1830 Vorsitzender des Tessiner Grossrats und damit «Landamano reggente». Nach der liberalen Revolution von 1839 wurde er zusammen mit anderen gemässigten Mitgliedern der abgesetzten Regierung wegen Hochverrat zu sechs Monaten Zwangsarbeit verurteilt.
Aufgrund der Mitarbeit an der Gegenrevolution von 1841 flüchtete er ins Exil nach Modena und wurde von Freuden und Bekannten aufgenommen. Als im Jahr 1849 für die Beteiligten der gescheiterten Gegenrevolution eine Amnestie ausgerufen worden war, kehrte er ins Tessin zurück. Die lange Amtszeit als Mitglied der Kantonsregierung ist wohl auf ein Klientelsystem zurückzuführen.